# فتيات حائرات
فتيات حائرات فيلم سوري من سلسلة أفلام النجمة السورية إغراء التي لمعت في السبعينات وقدمت العديد من الأفلام.

## تمثيل
- إغراء
- غادة الشمعة
- هالة حسني
- مروان محفوظ

وعدد من الفنانات والفنانين السوريين.
wikt:افلام سورية